# Chikalchanda, Bhalki
Chikalchanda là một làng thuộc tehsil Bhalki, huyện Bidar, bang Karnataka, Ấn Độ.